# Aeroportul Varșovia–Modlin Mazovia
Aeroportul Varșovia-Modlin Mazovia (IATA: WMI, ICAO: EPMO) este un aeroport din Nowy Dwór Mazowiecki, Nowy Dwór Mazowiecki County⁠(d), Mazovia, Polonia ce deservește zona Varșovia. Aeroportul a fost tranzitat în 2022 de 3.126.428 de pasageri. A fost deschis în 2012 și numit după zona deservită.
Situat la o altitudine de 104 m, aeroportul dispune de 1 pistă.

## Infrastructură

### Piste
Aeroportul dispune de o singură pistă. Pista are orientarea 08/26.

## Destinatii si Companii
| Companii   | Destinatii |
| ---------- | --- |
| Air Arabia | Sharjah (From 20.12.25) |
| Ryanair    | |
| Ryanair UK | |
| Wizz Air   | Alghero (From 31.03.2026), Atena (From 01.12.2025), Barcelona (From 01.12.2025), Bergen (From 01.12.2025), Brindisi (From 16.12.2025), Chisinau (From 02.12.2025), Malta (From 09.01.2026), Milan (From 11.12.2025), Pafos (From 02.12.2025), Palermo (From 16.12.2025), Sofia (From 15.12.2025) |